# فيليكس إنجليش
فيليكس إنجليش (بالإنجليزية: Felix English)‏ (و. 1992  م) هو راكب دراجة هوائية أيرلندي، ولد في برايتون.

## روابط خارجية
- فيليكس إنجليش على موقع الاتحاد الدولي للدراجات (الإنجليزية)
- فيليكس إنجليش على موقع أرشيف الدراجات (الإنجليزية)
- فيليكس إنجليش على موقع إحصائيات الدراجات الإحترافية (الإنجليزية)
- فيليكس إنجليش على موقع نسبة الدراجات (الإنجليزية)
- فيليكس إنجليش على موقع اللجنة الأولمبية الدولية (الإنجليزية)
- فيليكس إنجليش على موقع أوليمبيديا (الإنجليزية)
- فيليكس إنجليش على موقع اللجنة الأولمبية الأيرلندية (الإنجليزية)